# 日清食品有限公司

日清食品有限公司（港交所：1475）是日清食品控股旗下公司，主要在中國內地和香港從事即食麵生產及銷售。
2017年3月，日清食品有限公司收購從事採購和銷售飲品、醬汁的香港捷菱有限公司51%股權，而餘下的49%股權由三菱商事持有。
2017年11月，日清食品控股分拆日清食品有限公司到香港上市，發行2.68億股，招股價介乎3.45至4.21港元，集資最多11.3億港元。日清食品引入了伊藤忠商事、Kagome、松井味噌、三菱商事、雪湖資本、有成行辦館及楊協成作為基礎投資者。上市後，日清食品控股所持有的日清食品有限公司股份由98.52%降至73.89%。日清食品有限公司在12月11日在香港交易所正式上市。
2020年8月，日清食品有限公司向香港室內水耕農場的野菜谷注資，交易完成後持有野菜谷80%股權。

## 連結
- 日清食品有限公司
- 日清食品（香港） （页面存档备份，存于）
- 日清食品有限公司招股章程[]